# Тоёсаки, Аки
Аки Тоёсаки (яп. 豊崎 愛生 Тоёсаки Аки, род. 28 октября 1986 года, Токусима) — японская сэйю. Свои первые главные роли она получила в 2007 году, озвучив Амуро Нинагаву в Kenkō Zenrakei Suieibu Umishō и Су в «Характерах-хранителях». В 2010 году на 4-й церемонии вручения Seiyu Awards она была признана «лучшей начинающей актрисой» за исполнение ролей Юи Хирасавы в K-On! и Каны Накамати в Kanamemo. Из других сэйю ей чаще всего приходилось играть с Канаэ Ито (в частности, в аниме «Характеры-хранители», To Aru Kagaku no Railgun, To Love-Ru, Hanasaku Iroha). В октябре 2017 года объявила о своём браке.
Её музыкальная карьера началась с исполнения в апреле 2009 года открывающей и закрывающей тем к аниме-сериалу K-On!. В том же месяце она и три другие сэйю дебютировали как музыкальная группа Sphere, исполнив песню Future Stream. За закрывающую композицию к аниме K-On! Тоёсаки была удостоена награды «Лучшая песня» от Animation Kobe. Свою самостоятельную песню под названием love your life она записала в октябре 2009 года. На церемонии Seiyu Awards она получила награду «лучшее исполнение песни» за альбом Hōkago Tea Time.

## Актёрская карьера
Тоёсаки получила первую главную роль в 2007 году — она озвучивала Амуро Нинагаву, главную героиню аниме Kenkō Zenrakei Suieibu Umishō. Впоследствии она исполнила роли главных персонажей в сериалах Minami-ke и «Характеры-хранители» (Ёсино и Су соответственно). В 2008 году Тоёсаки также исполнила главные роли в Minami-ke: Okawari и Shugo Chara!! Doki.
Голосом Тоёсаки говорила Надзими Тэнкудзи, героиня созданного в 2009 году аниме Akikan!. Тоёсаки также получила роль Юи Хирасавы в K-On!. Позднее она озвучила персонажей Коёи Бэссё в First Love Limited и Кану Накамати в Kanamemo. В аниме Minami-ke: Okaeri Тоёсаки во второй раз озвучивала Ёсино.
Помимо деятельности сэйю Тоёсаки также работала на телевидении. Её первая актёрская работа была на информационном шоу Saturday Naisho!! (яп. 土曜はナイショ!! Doyō  ha Naisho!!) с 2003 по 2004 год. Она, а также Аяхи Такагаки, Харука Томацу и Минако Котобуки дважды появлялись на телевизионном шоу Anime Song Plus (яп. アニソンぷらす Anison Purasu) уже в качестве сформированной музыкальной группы Sphere; первый раз — 20 апреля 2009 года, а второй — 27 июля 2009 года. Во время показа шоу в июле 2009 года Тоёсаки выступила его ведущей. На церемонии Seiyu Awards, прошедшей в 2010 году, Тоёсаки была признана «лучшей начинающей актрисой» за роль Юи Хирасавы и Каны Накамати.

## Музыкальная карьера
Первое музыкальное исполнение Тоёсаки совместно с Эри Китамурой пришлось на 23 апреля 2008 года, когда был записан диск Minami-ke Weather (яп. みなみけ びより Minami-ke Biyori) с песнями персонажей. Затем она, совместно с Ёко Хикасой, Сатоми Сато и Минако Котобуки исполнила открывающую и закрывающую композиции к аниме-сериалу K-On! — «Cagayake! Girls» и «Don’t say lazy» соответственно. Обе песни были выпущены как синглы 22 апреля 2009 года. Продажи «Cagayake! Girls» в первую неделю составили около 62 000 копий, и песня получила 4 место в чарте Oricon. Продажи «Don’t say lazy» за тот же период времени составили около 67 000 копий, принеся песне второе место в Oricon. Синглы занимали позиции в чарте ещё в течение недели, с 27 апреля по 3 мая, понизившись до пятого и шестого мест. 23 июня 2009 года «Don’t say lazy» получила награду «лучшая песня» от Animation Kobe.
Тоёсаки вместе с Аяхи Такагаки, Харукой Томацу и Минако Котобуки исполнила открывающую песню к сериалу First Love Limited 2009 года. Вскоре после этого четверо организовали музыкальную группу Sphere. Группа сотрудничала с Music Ray’n — подразделением компании Sony Music Entertainment Japan. Песня была названа первым синглом группы и впервые выпущена 22 апреля 2009 года.
Группа Sphere исполнила песню «Fuwa Fuwa Time», прозвучавшую в аниме K-On!. Песня вышла как сингл 20 мая 2009 года. 17 июля 2009 года Тоёсаки выпустила песню под названием «Yui Hirasawa». Песня занимала третье место в чарте Oricon в течение недели, с 15 по 21 июля. Продажи сингла составили около 31 000 копий.
Затем Тоёсаки, Каору Мидзухара и Риэ Кугимия исполнили песню «Heart Connected to You», ставшую открывающей темой к Kanamemo и выпущенную 5 августа 2009 года. 25 июня 2009 года Тоёсаки выступила по телевидению с рекламным обращением относительно песни «Blue Feather» от группы Binecks. Выпущенный 23 июля 2009 года альбом First Love Limited Character File Vol. 3 включал в себя песни Тоёсаки. В июле 2009 года в свет вышло аниме Sora no Manimani, открывающей композицией которого стала исполненная группой Sphere песня «Super Noisy Nova», выпущенная как сингл 29 июля. Музыка Тоёсаки вошла в мини-альбом Hōkago Tea Time (яп. 放課後ティータイム Хо:каго ти: тайму, англ. «After School Tea Time»), выпущенный 22 июля 2009 года. Первые продажи этого альбома составили около 67 000 копий, что принесло ему первое место в чарте Oricon; это был первый альбом о вымышленных персонажах из аниме, которому удалось добиться такого результата. 27 октября 2009 года Тоёсаки выпустила свой первый сольный сингл love your life. Группа Sphere выпустила свой третий сингл It Raises the Wind/Brave my heart 25 ноября 2009 года. Первый альбом группы под названием A.T.M.O.S.P.H.E.R.E вышел в свет 23 декабря 2009 года.
Группа исполнила открывающую композицию «REALOVE:REALIFE» к аниме Ichiban Ushiro no Daimaō, впервые показанному в апреле 2010 года. 21 апреля 2010 года песня вышла как сингл. Группа Sphere заявила, что примет участие в концерте Animelo Summer Live, который должен состояться на площадке Saitama Super Arena 28 августа 2010 года. В 2010 году на церемонии Seiyū Awards Тоёсаки и её коллеги получили награду «лучшее исполнение» за выступление в составе группы Hōkago Tea Time. 28 мая 2010 года Тоёсаки выпустила свой второй сольный сингл под названием Looking for Me. В июле 2010 года начался показ аниме Asobi ni Ikuyo: Bombshells from the Sky, открывающей темой которого стала песня «Now loading…SKY!!» в исполнении Sphere. 28 июля 2010 года песня была выпущена в качестве сингла. В октябре того же года состоялась премьера аниме-сериала Otome Youkai Zakuro, где открывающей темой стала песня «MOON SIGNAL». В аниме также прозвучала песня «Junjō Masquerade» (яп. 純情マスカレイド Дзюндзё: масукарэйдо, англ. «Pure Heart Masquerade»). «MOON SIGNAL» был выпущен как сингл 20 октября 2010 года.

## Роли

### Озвучивание аниме
2006
- RED GARDEN — ученица[42]

2007
- Kenko Zenrakei Suieibu Umisho — Амуро Нинагава[3]
- Lovely Complex — ученик (2,3,5 серии)
- Minami-ke — Ёсино[4]
- Potemayo — Сидзука Сиина
- «Характеры-хранители» — Су[5]

2008
- Akikan! — Надзими Тэнкудзи
- Bihada Ichizoku — Аи Сиратори[43]
- Jigoku Shoujo Mitsuganae — Хираиси Ицуко (1 серия)
- Kimikiss Pure Rouge — ученица (23 серия); Кадзуки в детстве (5 серия)
- Minami-ke: Okawari — Ёсино[6]
- Net Ghost PiPoPa — Сирена[44]
- Nodame Cantabile: Paris — экзаменатор (1 серия)
- Nogizaka Haruka no Himitsu — Маи Асахина
- Noramimi — девочка (4 серия)
- Shugo Chara! Doki! — Су[7]
- To Aru Majutsu no Index — Кадзари Уихару
- To Love-Ru — Момо Бэлия Девилюк[45]

2009
- Aoi Hana — Мива Моги[46]
- Asura Cryin' — Энн Охара[47]
- Arad Senki: Slap Up Party — Стелла[48]
- K-On! — Юи Хирасава[9]
- Kanamemo — Кана Накамати[11]
- Hatsukoi Limited — Коёи Бэссё[10]
- Minami-ke: Okaeri — Ёсино[12]
- The Sacred Blacksmith — Лиза[49]
- To Aru Kagaku no Railgun — Кадзари Уихару[50]
- Umi Monogatari: Anata ga Ite Kureta Koto — Осима[51]
- Umineko no Naku Koro ni — Асмодеус[52]
- «Волчица и пряности» (2 часть) — Мерта[53]

2010
- Asobi ni Ikuyo: Bombshells from the Sky — Мэлвин[54]
- Bungaku Shōjo — Тиа Такэдa[55][56]
- Hyakka Ryouran Samurai Girls — Канэцугу Наоэ[57]
- Ichiban Ushiro no Daimaou — Кэна Сога[58][59]
- Jewelpet Twinkle — Анджела[60]
- Junod — Мии[61]
- K-On!! — Юи Хирасава[62]
- Motto To Love-Ru — Момо Бэлия Девилюк[45]
- Ookami-san to Shichinin no Nakama-tachi — Отохимэ Рюгу[63]
- Otome Youkai Zakuro — Бонбори[64]
- Seikon no Qwaser — Томо Яманобэ[65]
- Sora no Otoshimoto: Forte — Хаос
- To Aru Majutsu no Index 2 — Кадзари Уихару[66]
- «Отвязная троица» — Юки Ёсиока[67]
- «Староста-горничная» — Сацуки-тэнтё[68]

2011
- Ano Hi Mita Hana no Namae o Bokutachi wa Mada Shiranai — Тэцудо Хисакава (в детстве)
- Beelzebub — Аой Куниэда[69]
- Fractale — Меган
- Hanasaku Iroha — Нако Осимидзу[70]
- Jewelpet Sunshine — Анджела[71]
- K-On!: The Movie — Юи Хирасава
- Last Exile: Fam, The Silver Wing — Фам Фан-Фан[72]
- Manyuu Hiken-chou — Каэдэ[73]
- Mawaru Penguindrum — Момока Огиномэ[74]
- Mitsudomoe Zōryōchū! — Юки Ёсиока
- Nekogami Yaoyorozu — Сямо[75]
- Seikon no Qwaser II — Томо Яманобэ[65]
- Softenni — Юра Хирацука[76]
- The World God Only Knows II — Дзюн Нагасэ[77]
- Un-Go — Инга[78]
- Wandering Son — Момоко Сираи[79]
- Yuru Yuri — Титосэ Икэда[80]

2012
- Accel World — Тиюри Курасима[81]
- Hyouka — Риэ Дзэнна[82]
- Inu x Boku Secret Service — Тино Котомура[83]
- Kokoro Connect — Иори Нагасэ[84]
- Medaka Box [ТВ-1 и 2] — Мэдака Куроками[85]
- Natsuiro Kiseki — Ринко Тамаки[86]
- Sekai de Ichiban Tsuyoku Naritai! — Сакура Кагивара[87]
- Yuru Yuri ♪♪ — Титосэ Икэда

2013
- Hanasaku Iroha: Home Sweet Home — Нако Осимидзу
- Hyakka Ryōran: Samurai Bride — Канэцугу Наоэ[88]
- Jewelpet Happiness — Анджела
- Kami-sama no Inai Nichiyōbi — Ай
- Minami-ke: Tadaima — Ёсино[89]
- Servant × Service — Мэгуми Тихая
- Toaru Kagaku no Railgun S — Кадзари Уйхару
- Tokyo Ravens — Кон

2014
- D-Frag! — Фунабори-сан
- «Бездомный бог» — Кофуку

2015
- Denpa Kyoushi — Котаро Араки
- Fairy Tail — Сэйра
- Yuru Yuri San Hai — Титосэ Икэда

2016
- Kono Subarashii Sekai ni Syukufuku wo! — Юн-Юн

2017
- Made in Abyss – Марулк

2019
- The Hero is Overpowered but Overly Cautious — Ристарте

#### OVA
2008
- Touhou Musōkakyō: A Summer Day’s Dream — Суйка Ибуки

2009
- Akikan! (OAV) — Надзими Тэнкудзи[8]

2010
- Princess Resurrection OVA — Рэйри Камура[90]

### Телепередачи
2003
- Saturday Naisho!![13]

2008
- Dolly☆Variety — Сора Аоки[91]

### Игры
2011
- Final Fantasy Type-0 — Пять

2016
- Girls' Frontline[англ.] — Suomi, Judge

2023
- Genshin Impact — Навия

### Вокал в аниме
- Hatsukoi Limited: «Future Stream» (OP)[22]
- K-On!: «Cagayake! Girls», «Don`t say lazy» (OP, ED)[18]
- Kanamemo: «Kimi he to Tsunagu Kokoro» (OP)

## Синглы
- Kenko Zenrakei Suieibu Umisho Characters Vol.1
- Kenko Zenrakei Suieibu Umisho The BEST vocal collection
- Minami-ke character song
- Shugo Chara! character song
- Shugo Chara! Amunonijiro Chara Change! character song
- Shugo Chara!! Doki character song
- Cagayake!GIRLS — K-On! OP
- Don’t say «lazy» — K-On! insert song
- Fuwa Fuwa Time — K-On! insert song[18]
- K-On! character song
- Yui Hirasawa[18]
- Super Noisy Nova[29]
- Heart Connected to You (яп. 君へとつなぐココロ Kimi he to Tsunagu Kokoro)[26]
- It Raises the Wind/Brave my heart (яп. 風をあつめて/Brave my heart Kaze wo Atsumete/Brave my heart)[33]
- REALOVE:REALIFE[36]
- Looking for Me (яп. ぼくを探して Boku wo Sagashite)[38]
- Now loading…SKY!![39]
- MOON SIGNAL[40]

### Сольные синглы
- love your life[32]
- Dill[92]
- Spring Breeze (яп. 春風 Shun Pu)[93]
- music[94]

## Альбомы
В составе группы Sphere:
- Hōkago Tea Time (яп. 放課後ティータイム, англ. «After School Tea Time») (2009)[16][30]
- A.T.M.O.S.P.H.E.R.E (2009)[34]
- Hōkago Tea Time 2 (яп. 放課後ティータイム2, англ. «After School Tea Time 2») (2010)

Сольный альбом:
- love your life, love my life (2011)[95]